# Арагон-Аслор-и-Идеакес, Мария дель Кармен де
Мария дель Кармен де Арагон-Азлор и Идиакес, 15-я герцогиня Вильяэрмоса (исп. María del Carmen de Aragón-Azlor e Idiáquez; 30 декабря 1841, Мадрид — 5 ноября 1905, Эль-Пардо) — испанская аристократка, покровительница искусств и литературы, которая защищала таких авторов, как Луис Колома и Хосе Соррилья.

## Биография
Вела своё происхождение от испанской королевской династии (её предком был инфант Альфонсо де Арагон, магистр Ордена Калатравы, внебрачный сын короля Арагона Хуана II и сводный брат короля Испании Фердинанда Католика). Она родилась 30 декабря 1841 года в Мадриде, во дворце Вильяэрмоса (здание, в котором в настоящее время находится Музей Тиссена). Её полное имя — Мария дель Кармен Марселина Ксавьера Антония Якоба Сабина Игнасия де Лойола Франциска де Борха Луиза де Гонзага Агустина Мерседес. Её отец — Марселино де Арагон Аслор и Фернандес де Кордова (1815—1888), известный писатель, 14-й герцог де Вильяэрмоса (1853—1888), видный придворный в правление Изабеллы II, Альфонсо XII и Альфонсо XIII, первый вице-президент Конгресса и сенатор королевства. Мать — Мария Хосефа де Идеакес-идель-Корраль (1822—1846), дочь Франсиско Хавьера де Борха де Идиакеса и Карвахаля, 5-го герцога де Гранада-де-Эга (1778—1848), и Марии дель Пилар Антонии дель Корральи-и-Аслор.
Оставшись без матери, когда ей едва исполнилось пять лет, поскольку герцогиня Мария Хосефа умерла 20 октября 1846 года, она получила католическое образование в доме своего отца, с раннего возраста занимаясь благотворительностью и культурой.
14 ноября 1888 года после смерти отца Мария дель Кармен де Арагон-и-Аслор и Идеакес стала носить титулы 15-й герцогини Вильяэрмоса (грандессы Испании), 12-й графини де Луна, 8-й графини де Гуара, 10-й герцогини де ла Палата и принцессы ди Массалюбренсе в Италии, 3-й графини де Мойта в Португалии. Она также была сеньорой баронства Панцано, а также служила придворной дамой при Изабелле II, Марии де лас Мерседес и Марии Кристине во время регентства. Папа римский наградил её крестом Pro Ecclesia et Pontifice.
Она вышла замуж в Сараусе (Гипускоа) 23 августа 1862 года за испанского политика Хосе Мануэля де Гойенече-и-Гамио (1831—1893), родом из долины Бастан, хотя родившегося в Арекипе (Перу) и получившего титул 2-го графа Гуаки, гранда Испании (с 1846). Их брак оказался бездетным. Обоих супругов по отдельности изобразил художник Рикардо Мадрасо.
После плодотворной карьеры мецената и любителя культуры она умерла в Королевском дворце Эль-Пардо 5 ноября 1905 года и была похоронена в фамильном склепе Ксавьера, в базилике, пристроенной к замку Хавьера.
Перед смертью она организовала в своем завещании различные пожертвования произведений искусства, наиболее значительным из которых является полотно, состоящее из полотен «Дон Диего дель Корраль-и-Арельяно» и «Донья Антония де Ипеньярьета-и-Гальдос и его сын Дон Луис», написанных Диего Веласкесом, выполняя таким образом публичное обещание, которое она дала, когда американец захотел купить ее первый портрет за полтора миллиона франков, как сообщала пресса того времени:

Богатый североамериканец предложил полтора миллиона франков за портрет дона Диего дель Корраль-и-Арельяно, написанный Веласкесом и принадлежащий герцогине Вильяэрмоса. Герцогиня вежливо отказалась от предложения, сказав:
— Я очень люблю свою семью, свою страну и Искусство, а денег очень мало. Ни за какие миллионы в мире я не продал бы моего Веласкеса, который я хочу, чтобы после моих дней он стал частью музея Прадо .
— Маркиз де Лауренсен
Это наследие также состоит из девяти фламандских полотен, составляющих коллекцию Деяний апостолов, работы Рафаэля и хранящихся в Национальном археологическом музее, или двух редких испанских железных сундуков 16-го века, среди других произведений искусства. Неудивительно, что маркиз Лауренсен написал некролог герцогине через год после его смерти, который заканчивается следующими словами:

Блаженна та, которая после жизни, достойной всякого рода похвал, сопровождена в вечном покое праведных слезами беспомощных, любовью друзей и родственников, уважением народа, молитвами и молитвами о тех, кто её знал, и что они смогли написать в качестве эпитафии под ярко-красными полосами ее царственного и исторического герба: Она родилась знатной дамой и знала, как ею быть.
— Маркиз де Лауренсен

## Культурная работа
Вместе с мужем они посвятили свое огромное состояние культурным работам. Они основали Попечительский совет Вильяэрмоса-Гуаки для развития культурной и исследовательской деятельности. Среди других работ они переиздали в 1876 году «Жизнь святой герцогини» отца Томаса Муньесы. В 1890 году они опубликовали «Биографические заметки герцогини Доньи Марии Мануэлы Пигнателли», а также книги отца Коломы и еще одну Орти-и-Брулла.
Вместе с остальными членами семьи Гойенече они оплатили восстановление замка Хавьера в Наварре, позже уступив его Обществу Иисуса. Она отличилась своей благосклонностью к церквям Веруэла и Педрола (провинция Сарагоса).